# كوريفة جلكاء
كوريفة جلكاء (الاسم العلمي:Corypha glaucescens) هو نوع نباتي يتبع جنس الكوريفة من الفصيلة الفوفلية